# Aleksandr Ditiatin
Aleksandr Ditiatin (rus: Алекса́ндр Дитя́тин)  (Sant Petersburg, 7 d'agost de 1957) és un gimnasta artístic soviètic, ja retirat, guanyador de deu medalles olímpiques.
Guanyador de vuit medalles en els Jocs Olímpics d'estiu de 1980, és l'esportista que més medalles ha guanyat en uns Jocs Olímpics de qualsevol metall al superar les set metalls aconseguides pels tiradors nord-americans Lloyd Spooner i Willis Augustus Lee en els Jocs Olímipcs d'estiu de 1920 i pel gimnasta soviètic Boris Shakhlin en els Jocs Olímpics d'estiu de 1960. En els Jocs Olímpics d'estiu de 2004 i 2008 el nedador nord-americà Michael Phelps igualà aquesta gesta.

## Biografia
Va néixer el 7 d'agost de 1957 a la ciutat de Leningrad, una ciutat que en aquells moments estava situada a la Unió Soviètica i que en l'actualitat, sota el nom de Sant Petersburg, està situada a la Federació Russa.
L'any 1976 fou guardonat amb l'Orde de la Insígnia d'Honor i el 1980 amb l'Orde de Lenin. El 2004 va ser inclòs a l'International Gymnastics Hall of Fame.

## Carrera esportiva
Va participar, als 18 anys, en els Jocs Olímpics d'Estiu de 1976 realitzats a Mont-real (Canadà), on va aconseguir guanyar dues medalles de plata en la prova masculina d'equips i en la prova d'anelles. En aquests mateix Jocs, com a resultats més destacats, finalitzà quart en la competició individual i sisè en la prova de cavall amb arcs, amb les quals aconseguí guanyar un diploma olímpic.
En els Jocs Olímpics d'Estiu de 1980 realitzats a Moscou (Unió Soviètica) aconseguí guanyar vuit medalles en les vuit proves de gimnàstica artística disputades en els Jocs. Aconseguí guanyar la medalla d'or en la prova individual i en la prova per equips, així com en la prova d'anelles; la medalla de plata en el salt sobre cavall, barra fixa, barres paral·leles i cavall amb arcs; i la medalla de bronze en l'exercici de terra.
L'any 1981, en acabar la seva participació en el Campionat del Món d'aquell any, patí una greu lesió que el forçà a abandonar la pràctica d'aquest esport.
Al llarg de la seva carrera ha guanyat dotze medalles en el Campionat del Món de gimnàstica artística, entre elles set medalles d'or, i sis medalles en el Campionat d'Europa de l'especialitat.